# FC Utrecht (vrouwenvoetbal)
FC Utrecht Vrouwen is een Nederlands vrouwenvoetbalteam uit Utrecht en onderdeel van FC Utrecht. Het vrouwenvoetbalteam bestond van 2007 tot en met 2014 en werd in 2022 opnieuw opgestart om vanaf het seizoen 2023/24 wederom deel te gaan nemen aan de Vrouwen Eredivisie.

## Geschiedenis

### Eerste periode (2007–2014)
FC Utrecht was een van de clubs die in 2007 besloot toe te treden tot de Vrouwen Eredivisie toen door de KNVB werd besloten dat deze er zou komen. Het was een experiment dat drie seizoenen zou duren voor de Utrechters. De eerste wedstrijd ooit van het Utrechtse vrouwenelftal, een oefenwedstrijd tegen Wartburgia, eindigde in een 4-0 overwinning. Op 30 augustus 2007 werd de eerste officiële wedstrijd in competitieverband gespeeld tegen AZ. De aftrap werd verricht door toenmalig burgemeester van Utrecht Annie Brouwer-Korf.
Alle clubs uit de Vrouwen Eredivisie waren een samenwerkingsverband aangegaan met een van de vrouwenvoetbalclubs uit de Hoofdklasse. Utrecht werkte samen met het Zeistse SV Saestum. Deze club fungeerde onder andere zoals de beloftenelftallen bij betaaldvoetbalorganistaties, waarbij spelers die niet aan spelen toekomen bij de hoofdmacht of revalideren van een blessure wedstrijden voor de club uit Zeist kunnen spelen.
Begin maart 2011 maakte FC Utrecht bekend dat het niet door zou gaan met het vrouwenvoetbal. Echter werd in april van datzelfde jaar bekend dat er een doorstart werd gemaakt, ditmaal vanuit de stichting Vrouwen Voetbal Utrecht. FC Utrecht zelf bleef wel nauw betrokken bij het team. 
Enkele jaren later werd de stichting Vrouwen Voetbal Utrecht op 21 januari 2014 door de rechtbank failliet verklaard en werd het vrouwenvoetbal van de Utrechters door de KNVB op 31 januari van datzelfde jaar definitief geschrapt.

### Tweede periode (2023–heden)
Eind juli 2021 maakte algemeen directeur van FC Utrecht Thijs van Es bekend de mogelijkheden te gaan onderzoeken om de vrouwenvoetbalteam een herintrede te laten maken in de Vrouwen Eredivisie. Daarvoor werd in september 2022 een eerste aanzet gemaakt toen de vrouwentak opnieuw werd opgericht. Halverwege januari 2023 werd door de KNVB bekendgemaakt dat het vrouwenvoetbalteam van FC Utrecht vanaf het seizoen 2023/24, als twaalfde club, deel mag gaan nemen aan de Vrouwen Eredivisie.
Oud-voetbalster Marlou Peeters werd aangesteld als Manager Vrouwenvoetbal en Sietske Staatsen als Coördinator Vrouwenvoetbal. Eind januari 2023 kwam daar oud-voetbalster Marjolijn van den Bighelaar als Coördinator Vrouwenvoetbal Academie bij. En met SV Saestum werd opnieuw een samenwerking aangegaan. Begin februari 2023 volgde de tweejarige aanstelling van trainer Linda Helbling, waarna in aanloop naar het seizoen 2023/24 de rest van de staf en selectie werd vormgegeven.
Op 10 september 2023 maakte het elftal haar officiële rentree in de Vrouwen Eredivisie met een thuiswedstrijd tegen Feyenoord. Die wedstrijd werd onder toeziend oog van zo'n 14.000 toeschouwers met 4–2 gewonnen in Stadion Galgenwaard.

## Erelijst
| Competitie | Winnaar | Winnaar |
| Competitie | Aantal  | Jaren   |
| ---------- | ------- | ------- |
| Nationaal  |         |         |
| KNVB Beker | 1x      | 2009/10 |
| Supercup   | 1x      | 2010    |

## Stadion
Na de bekendmaking van het herintrede van de FC Utrecht Vrouwen maakte algemeen directeur Thijs van Es bekend dat Sportcomplex Zoudenbalch als trainings- en wedstrijdlocatie zou worden gebruikt, maar voor topwedstrijden kan ook Stadion Galgenwaard fungeren als speellocatie. In het verleden speelde het vrouwenelftal ook wedstrijden op Sportpark Maarschalkerweerd.

## Sponsoren
| Periode   | Kledingsponsor | Shirtsponsor                                 |
| --------- | -------------- | -------------------------------------------- |
| 2007–2009 | Puma           | Phanos, VARTA en Agis Zorgverzekeringen      |
| 2009–2012 | Kappa          | Phanos, VARTA en Agis Zorgverzekeringen      |
| 2012–2014 | Hummel         | –                                            |
| 2023–0000 | Castore        | Odido (2023-2024) en Conclusion (2024-heden) |

## Organisatie
| Naam                        | Nationaliteit | Functie                             | Sinds |
| --------------------------- | ------------- | ----------------------------------- | ----- |
| Management                  |               |                                     |       |
| Marlou Peeters              | Nederland     | Manager Vrouwenvoetbal              | 2022  |
| Sietske Staatsen            | Nederland     | Coördinator Vrouwenvoetbal          | 2022  |
| Marjolijn van den Bighelaar | Nederland     | Coördinator Vrouwenvoetbal Academie | 2023  |

## Eerste elftal
De weergegeven spelers en staf hebben reeds een contract ondertekend, maar zullen pas bij de definitieve opstart van het elftal in dienst treden.

### Selectie
Bijgewerkt tot 19 augustus 2025
| Nr.           | Nat.               | Naam                | Contract  | Vorige club         |
| ------------- | ------------------ | ------------------- | --------- | ------------------- |
| Keepers       |                    |                     |           |                     |
| 1             | Vlag van België    | Femke Bastiaen      | 2026      | PSV                 |
| 24            | Vlag van Nederland | Loïs de Heus        | 2026      | Jong FC Utrecht     |
| Verdedigers   |                    |                     |           |                     |
| 2             | Vlag van Nederland | Felice Hermans      | 2027      | Telstar             |
| 3             | Vlag van Nederland | Merel Bormans       | 2026      | FC Twente           |
| 5             | Vlag van Nederland | Amber Visscher      | 2027      | SV Saestum          |
| 12            | Vlag van Nederland | Kyra Koopman        | 2025      | Jong FC Utrecht     |
| 14            | Vlag van Nederland | Gera op den Kelder  | 2026 (+1) | DTS Ede             |
| 21            | Vlag van Nederland | Joni Paliama        | 2026      | Ajax                |
| 33            | Vlag van Nederland | Aline Weerelts      | 2027      | Jong FC Utrecht     |
| Middenvelders |                    |                     |           |                     |
| 6             | Vlag van Nederland | Marthe Munsterman   | 2026      | Ajax                |
| 8             | Vlag van Nederland | Rosalie Renfurm     | 2027      | Jong FC Utrecht     |
| 9             | Vlag van Nederland | Nikita Tromp        | 2026      | Ajax                |
| 10            | Vlag van Nederland | Maxime Snellenberg  | 2026      | PSV                 |
| 15            | Vlag van Nederland | Lena Mahieu         | 2026      | Jong PSV            |
| 23            | Vlag van Nederland | Dieke van Straten   | 2026      | PSV                 |
| Aanvallers    |                    |                     |           |                     |
| 7             | Vlag van Nederland | Sam de Jong         | 2026      | Jong FC Utrecht     |
| 13            | Vlag van Indonesië | Claudia Scheunemann | 2028      | Asprov Banten       |
| 17            | Vlag van Nederland | Elisha Kruize       | 2026      | Ajax                |
| 18            | Vlag van Nederland | Tami Groenendijk    | 2026      | SV Saestum          |
| 19            | Vlag van Nederland | Lobke Loonen        | 2026      | ADO Den Haag        |
| 20            | Vlag van Nederland | Lotje de Keijzer    | 2026      | Excelsior Rotterdam |

## Technische staf
Bijgewerkt tot 6 augustus 2025
| Nat.               | Naam                  | Functie           | Contract tot | Vorige club     |
| ------------------ | --------------------- | ----------------- | ------------ | --------------- |
| Vlag van Nederland | Linda Helbling        | Hoofdtrainer      | 2027         | DTS’35 Ede      |
| Vlag van Nederland | Jeffrey Verweij       | Assistent-trainer |              |                 |
| Vlag van Nederland | Mitchell van Oorschot | Assistent-trainer |              |                 |
| Vlag van Marokko   | Mohamed El Amraoui    | Keeperstrainer    |              | Jong FC Utrecht |
| Vlag van Nederland | Corne Pieter          | Fysiek trainer    |              |                 |
| Vlag van Nederland | Nathan Voet           | Teammanager       |              |                 |
| Vlag van Nederland | Morena Blankenstijn   | Fysiotherapeut    |              |                 |
| Vlag van Nederland | Lize Goossens         | Video-analist     |              |                 |
| Vlag van Suriname  | Sharmila Basdew       | Kitmanager        |              |                 |

## Overige elftallen
Met ingang van november 2022 zijn de eerste stappen gezet voor het opzetten van een jeugdopleiding gericht op damesvoetbal, waarbij met ingang van het seizoen 2023/24 ook een beloftenelftal zal worden samengesteld.

## Overzichtslijsten

### Competitie
- 2008 3e
Eredivisie
- 2009 4e
Eredivisie
- 2010 5e
Eredivisie
- 2011 5e
Eredivisie
- 2012 4e
Eredivisie
- 2013 12e
Women's BeNe League
- 2024
Eredivisie
- 2025 4e
Eredivisie

In elke staaf van de grafiek staat van boven naar beneden vermeld: 
- Eindnotering

Dit is de positie die de club heeft bereikt in de competitie, zonder eventuele beslissings-, play-off- of nacompetitiewedstrijden die nodig zijn geweest om bijvoorbeeld de kampioen van de competitie te bepalen.
Indien een * achter het getal staat is de notering een tussenstand en kan het zijn dat de notering niet overeenkomt met de uiteindelijke eindstand van de competitie.
Staat er een - dan is het seizoen nog bezig en is er geen definitieve uitslag bekend.
Staat er xx op de positie van de notering, dan heeft de club vroegtijdig de competitie verlaten. Dit kan onder andere komen door terugtrekking van het team, faillissement van de club of door een uitgedeelde straf van de KNVB. In veel gevallen staat elders in het artikel de reden vermeld.
Staat er een ? dan is het resultaat uit het verleden onbekend, en is alleen de competitie of het niveau bekend van dat seizoen.
In de seizoenen 2019/20 en 2020/21 werd wegens de coronacrisis het amateurvoetbal afgebroken. Daardoor kennen deze staven geen eindklassering (middels -- weergegeven).
- Competitieniveau en afdelingsletter of Officiële eindstand Eredivisie
  - Competitieniveau en afdelingsletter

Hierbij geeft het getal het niveau weer, dat ook terug te vinden is in de legenda. De letter is de afdelingsaanduiding en wordt gebruikt wanneer er meer afdelingen zijn op hetzelfde niveau. De afdelingsletter is altijd een hoofdletter en wordt meestal zonder nummer gebruikt.
Voorbeeld: 2F is niveau 2e klasse competitie F.
Het competitieniveau en nummer wordt niet vermeld wanneer er slechts één competitie van dit niveau was.
  - Officiële eindstand Eredivisie (getal staat tussen haakjes vermeld)

Sinds de introductie van play-offwedstrijden voor Europees voetbal na afloop van de reguliere competitie in 2005/06, is de KNVB verplicht een eindstand van de Eredivisie door te geven aan de UEFA aan de hand van deze play-offwedstrijden.
Bij deze eindstand staan clubs die zich hebben gekwalificeerd voor Europees voetbal hoger dan clubs die zich niet wisten te kwalificeren. Indien er geen verschil was tussen de eindnotering en de officiële eindstand, staat dit getal niet vermeld.

- Onderafdeling

Hier staat afgekort de naam van de onderafdeling indien de club in dat jaar in een onderafdeling uitkwam. Tevens staat deze afkorting in de legenda en wordt gelinkt naar het artikel over deze onderafdeling. Deze afkorting wordt alleen vermeld wanneer de club in het verleden in verschillende onderafdelingen heeft gespeeld. Deze vermelding is in de staaf altijd in kleine letters. Deze onderafdelingen zijn na het seizoen 1995/96 afgeschaft. Heeft de club in slechts één onderafdeling gespeeld, dan is dit alleen terug te vinden in de legenda.
Onder de staaf staat het jaartal vermeld waarin het seizoen is afgesloten. 15 verwijst naar het seizoen 2014/15 of eventueel het seizoen 1914/15.
Wanneer een staaf leeg is, zijn deze gegevens niet bekend. Het kan ook zijn dat de club dat seizoen niet heeft meegespeeld op het hogere amateurniveau, vroegtijdig de competitie heeft verlaten of uit de competitie is gezet.

In het seizoen 1944/45 was er wegens de Tweede Wereldoorlog geen regulier competitievoetbal.
- Eredivisie
- Women's BeNe League

### Seizoensoverzichten
| Resultaten van FC Utrecht sinds de toetreding in het vrouwenvoetbal in 2007 | Resultaten van FC Utrecht sinds de toetreding in het vrouwenvoetbal in 2007 | Resultaten van FC Utrecht sinds de toetreding in het vrouwenvoetbal in 2007 | Resultaten van FC Utrecht sinds de toetreding in het vrouwenvoetbal in 2007 | Resultaten van FC Utrecht sinds de toetreding in het vrouwenvoetbal in 2007 | Resultaten van FC Utrecht sinds de toetreding in het vrouwenvoetbal in 2007 | Resultaten van FC Utrecht sinds de toetreding in het vrouwenvoetbal in 2007 | Resultaten van FC Utrecht sinds de toetreding in het vrouwenvoetbal in 2007 | Resultaten van FC Utrecht sinds de toetreding in het vrouwenvoetbal in 2007 | Resultaten van FC Utrecht sinds de toetreding in het vrouwenvoetbal in 2007 | Resultaten van FC Utrecht sinds de toetreding in het vrouwenvoetbal in 2007 | Resultaten van FC Utrecht sinds de toetreding in het vrouwenvoetbal in 2007 | Resultaten van FC Utrecht sinds de toetreding in het vrouwenvoetbal in 2007 | Resultaten van FC Utrecht sinds de toetreding in het vrouwenvoetbal in 2007 |
| Seizoen                                                                     | Competitie                                                                  | Competitie                                                                  | Competitie                                                                  | Competitie                                                                  | Competitie                                                                  | Competitie                                                                  | Competitie                                                                  | Competitie                                                                  | Competitie                                                                  | Kwalificatie                                                                | KNVB Beker                                                                  | Eredivisie Cup                                                              | Bijzonderheid                                                               |
| Seizoen                                                                     | Divisie                                                                     | GW                                                                          | W                                                                           | G                                                                           | V                                                                           | PNT                                                                         | DV                                                                          | DT                                                                          | POS                                                                         | Kwalificatie                                                                | KNVB Beker                                                                  | Eredivisie Cup                                                              | Bijzonderheid                                                               |
| --------------------------------------------------------------------------- | --------------------------------------------------------------------------- | --------------------------------------------------------------------------- | --------------------------------------------------------------------------- | --------------------------------------------------------------------------- | --------------------------------------------------------------------------- | --------------------------------------------------------------------------- | --------------------------------------------------------------------------- | --------------------------------------------------------------------------- | --------------------------------------------------------------------------- | --------------------------------------------------------------------------- | --------------------------------------------------------------------------- | --------------------------------------------------------------------------- | --------------------------------------------------------------------------- |
| 2007/08                                                                     | Eredivisie                                                                  | 20                                                                          | 10                                                                          | 2                                                                           | 8                                                                           | 32                                                                          | 35                                                                          | 29                                                                          | 3e                                                                          | –                                                                           | Finalist                                                                    | Niet gespeeld                                                               | Eerste seizoen van FC Utrecht                                               |
| 2008/09                                                                     | Eredivisie                                                                  | 24                                                                          | 11                                                                          | 4                                                                           | 9                                                                           | 37                                                                          | 34                                                                          | 31                                                                          | 4e                                                                          | –                                                                           | Teruggetrokken                                                              | Niet gespeeld                                                               | –                                                                           |
| 2009/10                                                                     | Eredivisie                                                                  | 20                                                                          | 5                                                                           | 3                                                                           | 12                                                                          | 18                                                                          | 17                                                                          | 25                                                                          | 5e                                                                          | –                                                                           | Winnaar                                                                     | Niet gespeeld                                                               | –                                                                           |
| 2010/11                                                                     | Eredivisie                                                                  | 21                                                                          | 7                                                                           | 9                                                                           | 5                                                                           | 30                                                                          | 30                                                                          | 29                                                                          | 5e                                                                          | –                                                                           | Kwartfinale                                                                 | Niet gespeeld                                                               | –                                                                           |
| 2011/12                                                                     | Eredivisie                                                                  | 18                                                                          | 6                                                                           | 3                                                                           | 19                                                                          | 21                                                                          | 25                                                                          | 30                                                                          | 4e                                                                          | –                                                                           | Halve finale                                                                | Niet gespeeld                                                               | –                                                                           |
| 2012/13                                                                     | BeNe League Orange                                                          | 14                                                                          | 2                                                                           | 4                                                                           | 8                                                                           | 10                                                                          | 14                                                                          | 28                                                                          | 7e                                                                          | Women's BeNe League B                                                       | Kwartfinale                                                                 | Niet gespeeld                                                               | Halve competitie                                                            |
| 2012/13                                                                     | Women's BeNe League B                                                       | 14                                                                          | 7                                                                           | 0                                                                           | 7                                                                           | 21                                                                          | 34                                                                          | 27                                                                          | 4e                                                                          |                                                                             | Kwartfinale                                                                 | Niet gespeeld                                                               | FC Utrecht trekt zich terug uit het vrouwenvoetbal                          |
|                                                                             |                                                                             |                                                                             |                                                                             |                                                                             |                                                                             |                                                                             |                                                                             |                                                                             |                                                                             |                                                                             |                                                                             |                                                                             |                                                                             |
| 2023/24                                                                     | Vrouwen Eredivisie                                                          | 22                                                                          | 8                                                                           | 6                                                                           | 8                                                                           | 30                                                                          | 34                                                                          | 45                                                                          | 7e                                                                          |                                                                             | Kwartfinale                                                                 | Geen deelname                                                               | FC treedt opnieuw toe tot de Eredivisie                                     |
| 2024/25                                                                     | Vrouwen Eredivisie                                                          | 22                                                                          | 12                                                                          | 4                                                                           | 6                                                                           | 40                                                                          | 39                                                                          | 22                                                                          | 4e                                                                          |                                                                             | Achtste finale                                                              | Halve finale                                                                |                                                                             |
| 2025/26                                                                     | Vrouwen Eredivisie                                                          |                                                                             |                                                                             |                                                                             |                                                                             |                                                                             |                                                                             |                                                                             | e                                                                           |                                                                             |                                                                             |                                                                             |                                                                             |

### Topscorers
- 2007/08:  Shirley Smith (8)
- 2008/09:  Lisanne Vermeulen (9)
- 2009/10:  Manon van den Boogaard (4)
- 2010/11:  Dominique Vugts (10)
- 2011/12:  Manon van den Boogaard (6)
- 2012/13:  Tessa Oudejans (15)
- 2024/25:  Lotje de Keijzer (6)
0000000:  Nikita Tromp (6)
- 2025/26: n.n.b.

### Speelsters
- Manon van den Boogaard
- Angela Christ
- Petra Hogewoning
- Anouk Hoogendijk
- Kirsten Koopmans
- Shirley Smith
- Lisanne Vermeulen
- Dominique Vugts

### Trainers
- 2007–2009:  Maria van Kortenhof
- 2009–2012:  Mark Verkuijl
- 2012–2014:  Jürgen Schefczyk
- 2023–heden:  Linda Helbling

## Voetnoten
1 Bastiaen ·
2 Hermans ·
3 Bormans ·
5 Visscher ·
6 Munsterman ·
8 Renfurm ·
9 Tromp ·
10 Snellenberg ·
11 De Jong ·
13 Scheunemann ·
15 Mahieu ·
17 Kruize ·
18 Groenendijk ·
19 Loonen ·
20 De Keijzer ·
21 Paliama ·
23 Van Straten ·
28 Op den Kelder ·
32 De Heus ·
33 Weerelts ·
50 Koopman ·
Scheunemann ·
Coach: Helbling
· Assistent-trainer: Verweij
· Assistent-trainer: Van Oorschot
· Keeperstrainer: El Amraoui
ADO Den Haag · Ajax · AZ · Excelsior · Feyenoord · sc Heerenveen · NAC Breda · PEC Zwolle · PSV · Telstar · FC Twente · FC Utrecht